# Sint-Petrus' Bandenkerk (Gilze)
De Sint-Petrus' Bandenkerk is een kerkgebouw in Gilze in de gemeente Gilze en Rijen in de Nederlandse provincie Noord-Brabant. De kerk staat aan de Kerkstraat 116. Ten zuidoosten van de kerk ligt op ongeveer 50 meter afstand een begraafplaats.
De kerk is gewijd aan Sint-Petrus' Banden.

## Geschiedenis
Omstreeks 1500 werd op de plaats van de huidige kerk een eenbeukige kruiskerk gebouwd.
In 1880-1882 werd de kerk uitgebreid naar het ontwerp van architect Jan Jurien van Langelaar.
In 1931-1932 kreeg de kerk aan ten oosten van het toen bestaande transept een extra beuk en de kerk kreeg zijbeuken.
In 1944 blies men tijdens de Tweede Wereldoorlog de toren op en verwoestte daarbij ook een deel van het schip.
In 1950-1952 werd de kerk herbouwd naar het ontwerp van architect W. Bunnik. Daarbij werd de kerk aan de westzijde verlengd waartegen een nieuwe toren werd gebouwd.

## Opbouw
Het georiënteerde kerkgebouw bestaat uit een uitgebouwde westtoren, driebeukig schip met drie traveeën in pseudobasilicale opstand en een vijfzijdig gesloten koor met twee traveeën. De toren heeft een rechthoekig grondplan en wordt gedekt door een terugliggende schildkap. De zijbeuken hebben elk drie topgevels die met een noklijn op gelijke hoogte als die van het middenschip.